# Tamara Robles
Tamara Robles Revé es una deportista cubana que compite en taekwondo. Ganó una medalla de plata en el Campeonato Panamericano de Taekwondo de 2022, en la categoría de –53 kg.

## Palmarés internacional
| Campeonato Panamericano | Campeonato Panamericano      | Campeonato Panamericano | Campeonato Panamericano |
| Año                     | Lugar                        | Medalla                 | Categoría               |
| ----------------------- | ---------------------------- | ----------------------- | ----------------------- |
| 2022                    | Punta Cana (Rep. Dominicana) | Medalla de plata        | –53 kg                  |